# Rollball
Rollball eller roll ball er et boldspil  mellem to hold, hvis spillere løber på rulleskøjter, mens de spiller bold med hånden og søger at få bolden i mål. Spillet minder på mange måder om håndbold spillet på rulleskøjter.
Rollball blev opfundet i Indien af Raju Dabhade og præsenteret i 2003. Reglerne blev formaliseret i 2008 af det Internationale Rollball-Forbund (IRBF). I 2011 blev det første verdensmesterskab afholdt i Pune i Indien med femten deltagende lande, og Danmark blev de første verdensmestre efter en finalesejr på 3-2 over værterne fra Indien.

## Regler
Spillets regler er fastsat i IRBF's regelbog.
En kamp i rollball spilles af to hold med hver tolv spillere, deraf seks på banen ad gangen, hvoraf  én er målmand. Spillerne kører på rulleskøjter på en bane med en hård overflade, mens de spiller bolden med hånden, både når de dribler, når de afleverer, og når de skyder. 

### Spillernes udstyr
Rulleskøjterne kan enten være firhjulede eller inlinere (uden stoppere). Til spillernes udstyr hører også obligatorisk hjelm samt knæbeskyttere. Derudover bærer man løst sportstøj efter vejrforholdene og gode sko.

### Banen og målene
Banen til rollball er 40×20 m for seniorspillere. I hver ende foran målene er der som i håndbold et halvcirkelformet område, som kun det forsvarende holds målmand må være indenfor. Dette område markeres med frikastlinjen, der er 3,5 m fra målet. Linjerne på banen markeres med en tydelig 5 cm bred streg. 
Målene er for seniorspillere 2,5 m høje og 3 m brede. De har et net, der går 1 m bagud fra mållinjen i bunden og 0,25 m fra overliggeren.

### Kampens forløb
En rollballkamp styres af to dommere, og spilletiden er på to halvlege à 25 minutter med fem minutters pause mellem halvlegene (tiden er kortere for ungdomsspillere). 
Kampen fløjtes i gang, idet holdet med bolden starter fra banens midte. Dette sker også efter hvert mål, hvor holdet, der har indkasseret målet starter med bolden. Spillerne søger at komme til skudchancer ved at aflevere til hinanden og dribler. Hvert mål tæller ét point, og det hold, der har flest mål ved kampens slutning, vinder kampen. Er stillingen ved kampens slutning uafgjort, spilles der forlænget spilletid på to halvlege à fem minutter. Står der fortsat uafgjort, spilles der videre, indtil et af holdene har scoret et mål (grand goal).
Hvis en spiller overtræder spillets regler, gives der frikast til modstanderholdet. Hvis overtrædelsen er ved linjen til målfeltet, gives der straffekast, som tages 4,5 m fra målet. Ved grovere regelbrud idømmes spillerne gule eller røde kort. Gult kort er en advarsel til spilleren, mens rødt kort medfører, at spillerens hold må spille kampen til ende med en spiller færre på banen. Rødt kort kan som i fodbold gives enten direkte eller som følge af gult kort nummer to til en spiller. 

## Organisering
Spillet blev officielt introduceret i 2003 i Indien, og det er herfra, at spillet har udviklet sig. Det internationale forbund, IRBF, har hovedkvarter i Indien, der også har organiseret de første kampe og turneringer. 
I Danmark er sporten ganske ny og hører foreløbig under Danmarks Rulleskøjte Union.